# ميدالية بايز بالوت
بايز بالوت هي جائزة تمنحها الأكاديمية الهولندية الملكية للفنون والعلوم. أنشئ في عام 1888 لتكريم إنجازات عالم الأرصاد الجوية بويز بالوت. تُمنح الجائزة كل عشر سنوات تقريبًا لفرد قدم مساهمات كبيرة في الأرصاد الجوية.
المستلمون هم:
- 1893 – يوليوس فون هان ، النمسا
- 1903 – ريتشارد أسمان وآرثر بيرسون، ألمانيا
- 1913 – هوغو هيرجيل، ألمانيا
- 1923 – السير نابير شو، المملكة المتحدة
- 1933 – فيلهلم بييركنيس، النرويج
- 1948 – سفير بيترسن، النرويج
- 1953 – غوستاف سوبودا، جمهورية التشيك
- 1963 – إريك بالين، فنلندا
- 1973 – جوزيف سماغورنسكي، الولايات المتحدة
- 1982 – اكسل سي وين نيلسن ( الدنمارك)
- 1995 – الولايات المتحدة فيرابابدران راماناثان
- 2004 – ادوارد نورتون لورنز، الولايات المتحدة
- 2014 – السير براين هوسكينز، المملكة المتحدة